# Strider Rock
Der Strider Rock ist eine Felsformation in der antarktischen Ross Dependency. Auf der Edward-VII-Halbinsel ragt sie 1,5 km nordwestlich des Mount Nilsen in den Rockefeller Mountains auf.
Entdeckt wurde der Felsen am 27. Januar 1929 während eines Überfluges bei der ersten Antarktisexpedition (1928–1930) des US-amerikanischen Polarforschers Richard Evelyn Byrd. Das Advisory Committee on Antarctic Names benannte ihn 1971 nach John Philip Strider (1930–2015), Pilot einer mit Kufen ausgestatteten R4D, mit der ihm mit Konteradmiral George J. Dufek (1903–1977) und weiteren Besatzungsmitgliedern am 31. Oktober 1956 die erste Landung eines Flugzeugs am geographischen Südpol gelang.